# Tullio Cima
Tullio Cima (* 11. August 1595 in Ronciglione; † 1678 in Vetralla) war ein italienischer Notar, Kapellmeister und Komponist.

## Leben
Tullio Cima, Sohn des accademico universitario Lorenzo Cima, lebte bereits im Alter von 10 Jahren mit seinem jüngeren Bruder in Rom, dort waren beide als putto in der Cappella Pia an der Lateranbasilika. Bis zum Ende des Jahres 1612, dem Einsetzen des Stimmbruchs, erhielt Cima dort Musikunterricht von Kapellmeister Abundio Antonellis (um 1575; bis um 1629). 1615 erlangte er als Jurist den Doktortitel iuris utriusque und ein Notarspatent. 1625 war er kurze Zeit Kapellmeister am Seminario Romano und an der Jesuitenkirche Il Gesù. Tullio Cima bewarb sich erfolglos um mehrere Kapellmeisterstellen und arbeitete stattdessen als Notar in Ronciglione und in Vetralla. Er heiratete 1621 die ebenfalls aus einer Juristenfamilie stammende Giulia Fantozzini. Durch den Umstand, dass seine Notarsprotokolle von 1621 bis 1670 im Staatsarchiv von Viterbo erhalten sind, sind Cimas Lebensumstände besser dokumentiert als die der meisten Komponisten des 17. Jahrhunderts. Cima übte zahlreiche Regierungsämter im Dienste verschiedener Herzogsfamilien und der Apostolischen Kammer aus. In einem seiner letzten Protokolle findet sich eine Auflistung seiner in Druck gegebenen Werke, bis auf die 1674 erschienenen Honesta ricreatione musicale. Seine Drucke wurden zumeist von Widmungsträgern finanziert, in einigen Fällen von Cima selber.

## Werk
Tullio Cimas erste bekannte Komposition, die Motette Benedicta et venerabilis es Virgo Maria erschien 1616 im vierten Motettenbuch des Domenico Massenzio. Neben verschiedenen handschriftlich erhaltenen Psalmvertonungen, einen Magnificat, Litaneien, Madrigalen und der Missa Farnese Cimas, erschienen im Druck:
- Sacrae cantiones con una & magnificat, litaniis, liber primus (Rom, 1621)
- Motecta liber secundum (Rom, 1625)
- Motecta liber tertius (Rom, 1629)
- Li Salmi musicale dedicati al Sig. Card. Pier Maria Borghese (Rom, 1629) verschollen
- Salmi per il vespro e dui Magnificat a quatro voci opera quinta (Rom, 1636)
- Sacrarum modulationum' liber quartus (Rom, 1648)
- Ecclesiasticae modulationes in hoc, liber quinto (Rom, 1656)
- Vespertina psalmodia, missa et litanie Beate Mariae Virginis, opus septimum (Rom, 1673)
- Honesta ricreatione musicale (Rom, 1674) verschollen
- Sacrae modulationes ecclesiasticum opus octavum (Rom, 1675)
- Verschiedene Motetten, 1616, 1642, 1643, 1646